# محمدجعفر کرمانی

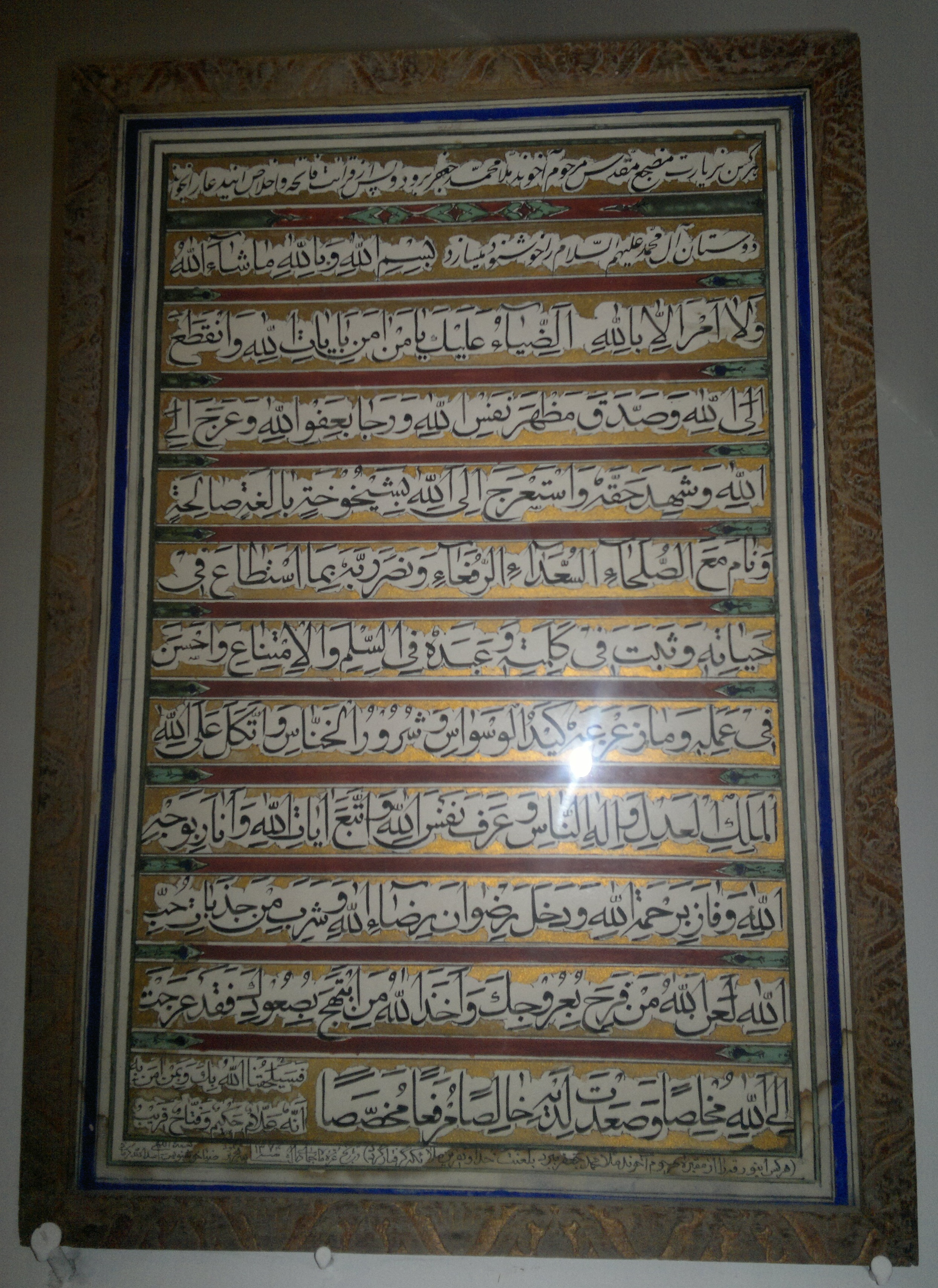
زیارت نامه مقبره ملا محمد جعفر کرمانی، از پیروان کتاب بیان و آیین بیانی

ملا محمد جعفر کرمانی ته‌باغ‌لـله‌ای (۱۲۴۱–۱۳۱۱ هجری قمری) معروف به شیخ العلما که از بابیان نخستین و پیشنماز کرمانی بود و کرسی فقه و اصول داشت و در مسجد خود دفن شد. پسرش شیخ احمد روحی، نسبت دامادی میرزا یحیی صبح ازل را یافت. کرمانی از جمله گروندگان اولیه به بابیه و از نسل اول ازلیان بود.
وی بارها در دوره ناصرالدین شاه به اتهام بابی گری زندانی شد. کرمانی محبوبترین استاد میرزا آقا خان کرمانی بود.
ملا محمد جعفر، بعد از دعوی من یظهره‌الله از سوی میرزا حسینعلی نوری بهاءالله، از او تمکین نکرده و همچنان بر زعامت میرزا یحیی نوری صبح ازل که به عنوان جانشین باب شناخته می‌شد، تأکید نمود و به همراه چهار فرزندش شیخ مهدی بحرالعلوم، شیخ احمد روحی، شیخ محمود افضل الملک و شیخ ابوالقاسم روحی، همچنان بر اعتقاد بابی خویش پابرجا ماند.

شیخ احمد روحی از یاران سید جمال الدین و شیخ هادی نجم‌آبادی، یکی از نویسندگان کتاب هشت بهشت از پیروان کتاب بیان و داماد میرزا یحیی نوری بود

ملاجعفر کرمانی و پسرش شیخ احمد روحی از مخالفین شدید بهاءالله بودند. گفته شده ملاجعفر کرمانی و شیخ احمد روحی بهاییان کرمان را آزار می‌دادند و به این دلیل بهاءالله از آنان متنفر بود و به وی لقب «جعفر کذاب» داده بود.
ادوارد براون در کتاب انقلاب ایران ملا محمد جعفر کرمانی را «مردی حکیم و بزرگواری بنام و یکی از پیشوایان دیرین نهضت آزادی ایران» خوانده و نوشته است که خان‌باباخان حاکم کرمان در ابتدای سلطنت ناصرالدین‌شاه کرمانی را به اتهام بابی گری یک ماه زندانی کرد و با میانجیگری حاج سید جواد امام جمعه کرمان آزاد شد. در دوره حکومت مرتضی قلی خان وکیل‌الملک ثانی بر کرمان او مجبور به مهاجرت به مشهد شد. کرمانی و پدرش محمد ابتدا به شیخیه گرویدند و تا ظهور میرزاعلی محمد شیرازی معروف به باب، بر همان عقیده بودند. ملا محمد جعفر پس از ملاقات با ملا صادق مقدس خراسانی و حاج محمد علی قدوس که از سوی باب به کرمان آمده بودند به بابیه پیوست. او به اقدامات انقلابی بابیه گرایش نداشت و جایگاه روحانیت اسلامی خود را حفظ کرد. پس از کشته شدن باب، او و چهار فرزندش به جریان ازلی پیوستند.
میرزا احمد مشرف کرمانی که عزیه نوری (خواهر ازلی بهاءالله) در کتاب تنبیه النائمین او را (شحص عظیم الشأن) خوانده و به شاگردی اش نزد ملا محمد جعفر کرمانی اشاره کرده‌است و ناشر کتاب تنبیه النائمین نیز او را به عنوان یکی از (فضلاء و آزادی خواهان بنام بابی) یاد کرده نیز جزو مقابله کننندگان با بهائیت بوده و در رساله‌ای که در رد میرزا حسینعلی نوری نوشته، از او، پیوسته با عنوان (نفس مدعی) یاد کرده‌است و بهاءالله نیز او را (رایحهٔ منتنهٔ کریهه) خواند.